# Echt Blond
Echt Blond (The Real Blonde) ist eine US-amerikanische Filmkomödie von Tom DiCillo aus dem Jahr 1997.

## Handlung
Joe träumt von einer Karriere als Schauspieler, er jobbt in einem Luxusrestaurant. Seine Freundin Mary arbeitet als Maskenbildnerin und unterstützt ihn finanziell. Während er auf eine anspruchsvolle Rolle wartet, legt sie ihm nahe, jede Rolle anzunehmen.
Joes Kollege Bob mag blonde Frauen. Er verabredet sich mit Sahara, findet aber heraus, dass die Frau keine echte Blondine ist. Bob bekommt eine gut bezahlte Rolle in einer Seifenoper. Seine Kollegin Kelly, die eine echte Blondine ist, verführt ihn. Bob überprüft zur Sicherheit die Farbe ihrer Schamhaare, bevor er sich fallen lässt.
Joe stellt sich bei der Agentin Dee Dee Taylor vor. Sie will ihn hinauswerfen als sie über seine hohen Erwartungen hört. Joe gibt sich bescheidener, sie findet für ihn ein Engagement in einem Videoclip von Madonna. Er und Mary sind aufgeregt, als eine Frau, die sich als Madonna vorstellt, anruft und auf den Anrufbeantworter spricht. Während des Drehs stellt sich jedoch heraus, dass nicht die echte Sängerin, sondern ihr Double auftritt.
Mary besucht einen Therapeuten, dem sie erzählt, dass sie täglich von einem Obdachlosen belästigt wird. Sie verfügt in einem ihrer Träume über übernatürliche Kräfte, die sie einsetzt, um den Penis des Obdachlosen zu verbrennen. Der Therapeut empfiehlt ihr einen Selbstverteidigungskurs, den sie auch besucht. Sie übt mit Begeisterung, wie man tätliche Angriffe abwehrt.
Ein afroamerikanischer Regieassistent erzählt in Joes Anwesenheit von einem Buch, in dem der Holocaust geleugnet wird. Joe fragt ihn empört, ob es dasselbe Buch sei, wie jenes, in dem stehe, in den USA habe es nie Sklaverei gegeben. Die Afroamerikaner hätten sich freiwillig auf die Arbeitssuche auf den Plantagen hinter dem Ozean begeben und für die Passage sogar bezahlt. Der Regieassistent meint dazu, er finde es nicht witzig. Joe wird gefeuert, was sein und Marys Sexleben belastet. Auch Bobs und Kellys Sexleben kommt zum Stillstand. Dee Dee Taylor hat Mitleid mit Joe und verschafft ihm eine andere Rolle.
Bob drängt Kelly aus der Serie hinaus. Er verabredet sich erneut mit Sahara.

## Kritiken
James Berardinelli schrieb auf ReelViews, der Film zeige den Unterschied zwischen der „Illusion“ und der „Realität“ sowie – auf eine satirische Weise – das Milieu der Schauspieler. Die Komödie habe eine Botschaft, die jedoch keinen wichtigen Aspekt des Films darstelle. Berardinelli lobte die Darstellung von Catherine Keener und kritisierte jene von Matthew Modine.
Roger Ebert schrieb in der Chicago Sun-Times vom 27. Februar 1998, der Film „mäandere“, meistens jedoch in eine „unterhaltsame“ Richtung. Er habe zu viele Charaktere und zu wenig Handlung. Bis auf die Charaktere von Joe und Mary sei keiner der Charaktere wirklich gut entwickelt.

## Hintergrund
Der Film wurde in New York und in Toronto gedreht. Die Weltpremiere fand am 14. September 1997 auf dem Deauville Film Festival statt. Der Film spielte in ausgewählten Kinos der USA ca. 250.000 US-Dollar ein.